# Eugène Lesieur
Auguste Eugène Lesieur (ur. 24 marca 1890 w Paryżu, zm. 2 kwietnia 1975 w Le Kremlin-Bicêtre) – francuski zapaśnik walczący w stylu klasycznym. Olimpijczyk z Sztokholmu 1912, gdzie zajął 29. miejsce w wadze lekkiej.

## Letnie Igrzyska Olimpijskie 1912
| Konkurencja            | Rundy eliminacyjne      | Rundy eliminacyjne  | Klas. końcowa |
| Konkurencja            | Przeciwnik I            | Przeciwnik II       | Miejsce       |
| ---------------------- | ----------------------- | ------------------- | ------------- |
| 67,5 kg styl klasyczny | Volmar Wikström (FIN) P | Dezső Orosz (HUN) P | 29.           |